# Mister Dynamit – Morgen küßt Euch der Tod
Mister Dynamit – Morgen küßt euch der Tod ist eine Agentensatire aus dem Jahre 1967 des deutschen Regisseurs Franz Josef Gottlieb nach der gleichnamigen Mister-Dynamit-Kriminalgeschichte von Karl-Heinz Günther (Pseudonym: C. H. Guenter). Die Uraufführung im Verleih der Nora-Film erfolgte am 18. August 1967.

## Handlung
Der Millionär und Oberschurke Bardo Baretti lässt durch eine Verbrechergang angeblich eine US-amerikanische Atombombe stehlen und erpresst die Vereinigten Staaten um eine Milliarde Dollar. Sollte nicht gezahlt werden, droht er die Bombe auf die amerikanische Hauptstadt Washington zu werfen.
Auf seine Spur setzt sich der Agent Nr. 18 des deutschen Geheimdienstes BND Robert „Bob“ Urban, genannt Mister Dynamit. Nach und nach gelingt es ihm,  unter anderem durch seine Fähigkeit zum Bauchreden, die Handlanger Barettis nacheinander auszuschalten und dessen Plan aufzudecken: Der Diebstahl der Atombombe war nur ein Bluff, der mit Hilfe eines Komplizen im militärischen Führungsstab der USA konstruiert worden war. Am Schluss gelingt es Baretti jedoch zu entkommen.

## Kritiken
„Zeitweise geschmackloser Agentenfilm zwischen Brutalität und alberner Komik.“

„Das ‚Feuerball‘-Motiv wird trotz der auch sonst noch feststellbaren James-Bond-Anleihen so geschickt abgewandelt und in Szene gesetzt, daß sich der Film spürbar aus der sonstigen Agenten-Serie heraushebt.“

## Sonstiges
- Die Filmproduktion bat das Bundesverteidigungsministerium sowie später auch den Bundesnachrichtendienst um Unterstützung, um auf einem Truppenübungsplatz und im Gebäude des Bundesnachrichtendienstes drehen zu dürfen. Da der Bundesnachrichtendienst aber erst nach Beginn der Dreharbeiten kontaktiert wurde, kam es zu keiner Zusammenarbeit mehr.[4]

- Verschiedene Darsteller und auch der Kameramann Siegfried Hold hatten mit Barker auch schon bei dessen Karl-May-Filmen mitgearbeitet. Der Darsteller Brad Harris spielte auch in den sieben Kommissar-X-Filmen mit. Die Hauptfigur dieser Filme erfand ebenfalls C. H. Guenter.

- Seit der Uraufführung wurde der Film nur zweimal im Fernsehen gezeigt.

- Zuletzt lief der Film am 22. Dezember 2017 in der Reihe Die schlechtesten Filme aller Zeiten auf Tele 5.

- Nach diesem Film sollten noch weitere Romane um Mister Dynamit mit Lex Barker verfilmt werden. Doch weil er seine Gage für diesen überwiegend in Spanien gedrehten Film erst einklagen musste, zeigte er kein Interesse mehr an Plänen für Fortsetzungen.

- Im gleichen Jahr erschien mit Casino Royale eine weitere Persiflage auf die erfolgreiche James-Bond-Reihe.

## Filmtitel im Ausland
- Italien: Muori lentamente... te la godi di più
- Spanien: Mister Dinamita, mañana os besará la muerte / Espia hoy, muerto manana
- Großbritannien: Die Slowly, You’ll Enjoy It More
- USA: Spy Today, Die Tomorrow